# Ski de fond aux Jeux olympiques de 2022
Navigation
Pyeongchang 2018 Milan - Cortina 2026
Les épreuves de ski de fond aux Jeux olympiques d'hiver de 2022 se tiennent du 5 février 2022 au 20 février 2022 au Centre de ski nordique et de biathlon de Kuyangshu, à Zhangjiakou en Chine . Le ski de fond fait partie du programme olympique depuis les premiers Jeux olympiques d’hiver organisés à Chamonix en France en 1924, en ce qui concerne les hommes. Les épreuves féminines intègrent le programme olympique à partir des Jeux olympiques de 1952 à Oslo.

## Calendrier
| Calendrier des épreuves de ski de fond | Calendrier des épreuves de ski de fond | Calendrier des épreuves de ski de fond | Calendrier des épreuves de ski de fond | Calendrier des épreuves de ski de fond | Calendrier des épreuves de ski de fond | Calendrier des épreuves de ski de fond | Calendrier des épreuves de ski de fond | Calendrier des épreuves de ski de fond | Calendrier des épreuves de ski de fond | Calendrier des épreuves de ski de fond | Calendrier des épreuves de ski de fond | Calendrier des épreuves de ski de fond | Calendrier des épreuves de ski de fond | Calendrier des épreuves de ski de fond | Calendrier des épreuves de ski de fond | Calendrier des épreuves de ski de fond | Calendrier des épreuves de ski de fond | Calendrier des épreuves de ski de fond |
| Février 2022                           | Février 2022                           | 5                                      | 6                                      | 7                                      | 8                                      | 9                                      | 10                                     | 11                                     | 12                                     | 13                                     | 14                                     | 15                                     | 16                                     | 17                                     | 18                                     | 19                                     | 20                                     |                                        |
| -------------------------------------- | -------------------------------------- | -------------------------------------- | -------------------------------------- | -------------------------------------- | -------------------------------------- | -------------------------------------- | -------------------------------------- | -------------------------------------- | -------------------------------------- | -------------------------------------- | -------------------------------------- | -------------------------------------- | -------------------------------------- | -------------------------------------- | -------------------------------------- | -------------------------------------- | -------------------------------------- | -------------------------------------- |
| Hommes                                 | Skiathlon                              |                                        | 15:00 08:00                            |                                        |                                        |                                        |                                        |                                        |                                        |                                        |                                        |                                        |                                        |                                        |                                        |                                        |                                        |                                        |
| Hommes                                 | Sprint individuel (L)                  |                                        |                                        |                                        | 16:00 09:00                            |                                        |                                        |                                        |                                        |                                        |                                        |                                        |                                        |                                        |                                        |                                        |                                        |                                        |
| Hommes                                 | Sprint par équipe (C)                  |                                        |                                        |                                        |                                        |                                        |                                        |                                        |                                        |                                        |                                        |                                        | 17:00 10:00                            |                                        |                                        |                                        |                                        |                                        |
| Hommes                                 | Relais                                 |                                        |                                        |                                        |                                        |                                        |                                        |                                        |                                        | 15:00 08:00                            |                                        |                                        |                                        |                                        |                                        |                                        |                                        |                                        |
| Hommes                                 | Épreuve individuelle 15 km (C)         |                                        |                                        |                                        |                                        |                                        |                                        | 15:00 08:00                            |                                        |                                        |                                        |                                        |                                        |                                        |                                        |                                        |                                        |                                        |
| Hommes                                 | Départ groupé 50 km (L)                |                                        |                                        |                                        |                                        |                                        |                                        |                                        |                                        |                                        |                                        |                                        |                                        |                                        |                                        | 14:00 07:00                            |                                        |                                        |
| Femmes                                 | Skiathlon                              | 15:45 08:45                            |                                        |                                        |                                        |                                        |                                        |                                        |                                        |                                        |                                        |                                        |                                        |                                        |                                        |                                        |                                        |                                        |
| Femmes                                 | Sprint individuel (L)                  |                                        |                                        |                                        | 16:00 09:00                            |                                        |                                        |                                        |                                        |                                        |                                        |                                        |                                        |                                        |                                        |                                        |                                        |                                        |
| Femmes                                 | Sprint par équipe (C)                  |                                        |                                        |                                        |                                        |                                        |                                        |                                        |                                        |                                        |                                        |                                        | 17:00 10:00                            |                                        |                                        |                                        |                                        |                                        |
| Femmes                                 | Relais                                 |                                        |                                        |                                        |                                        |                                        |                                        |                                        |                                        | 15:30 08:30                            |                                        |                                        |                                        |                                        |                                        |                                        |                                        |                                        |
| Femmes                                 | Épreuve individuelle 10 km (C)         |                                        |                                        |                                        |                                        |                                        | 15:00 08:00                            |                                        |                                        |                                        |                                        |                                        |                                        |                                        |                                        |                                        |                                        |                                        |
| Femmes                                 | Départ groupé 30 km (L)                |                                        |                                        |                                        |                                        |                                        |                                        |                                        |                                        |                                        |                                        |                                        |                                        |                                        |                                        |                                        | 14:30 07:30                            |                                        |

|  | Jour de l'épreuve |

## Format des épreuves

### Sprint
L'épreuve de sprint, d'une distance de 1,4 km chez les hommes et de 1,2 km chez les femmes, débute par une phase de qualification au cours de laquelle les fondeurs s'élancent toutes les 15 secondes et disputent une course contre la montre. Les 30 premiers athlètes classés sont qualifiés pour la phase suivante, les autres sont éliminés. La suite de l'épreuve met les athlètes en confrontation directe et se déroule en  rondes éliminatoires : quarts de finale, demi-finales et finale. À chaque ronde, les fondeurs sont répartis dans des groupes de 6 dans lesquels ils s'affrontent directement. Les deux premiers de chaque groupe accèdent à la ronde suivante (de même que les deux meilleurs temps de la ronde qui n'ont pas fini aux deux premières places de leur groupe). En finale, les 6 derniers fondeurs encore en lice se disputent les médailles.
Pour ces Jeux olympiques de 2022, l'épreuve est parcourue en style libre.

### Sprint par équipes
Une équipe de relais est composée de 2 fondeurs. Chaque fondeur effectue, à tour de rôle, trois fois le parcours de sprint (pour un total de 6 tours). Les 5 meilleures équipes de deux demi-finales pouvant accueillir entre 10 et 15 équipes, se retrouvent en finale. L'équipe gagnante est celle qui au terme des 6 tours franchit la ligne d'arrivée.
Pour ces Jeux olympiques 2022, l'épreuve est parcourue en style classique.

### Relais
Une équipe de relais est composée de 4 fondeurs. Chaque fondeur effectue une étape de 10 km chez les hommes et de 5 km chez les femmes. Les deux premiers relais se parcourent en style classique et les deux autres en style libre. Le relais est une course en ligne en départ groupé. Le passage du relais entre deux équipiers se fait par simple toucher de la main, sans gêner ni arrêter les autres équipes, dans une zone délimitée. L'équipe gagnante est la première qui franchit la ligne d’arrivée, au terme du quatrième et dernier relais.

### 15 km H et 10 km F
Cette épreuve, d'une distance de 15 km pour les hommes et de 10 km pour les femmes, est une course contre la montre. Les fondeurs s'élancent à des intervalles de 30 secondes, les meilleurs fondeurs s'élancent en dernier. Le vainqueur est celui ou celle qui réalise le meilleur temps.
Pour ces Jeux olympiques 2022, l'épreuve est parcourue en style classique.

### Skiathlon
Le skiathlon est composé de deux parcours, l'un à effectuer en style classique, l'autre en style libre, pour un total de 30 km (15 km chez les femmes). Pour le départ de l'épreuve, les compétiteurs sont alignés en formation de flèche, les meilleurs étant placés à la pointe (départ groupé). À mi-course, lorsque le parcours de 15 km (7,5 km chez les femmes) en style classique est terminé, les compétiteurs changent rapidement d'équipement et s'élancent en style libre sur le second parcours. Le vainqueur est celui qui franchit le premier la ligne d’arrivée.

### Départ groupé
Pour le départ de l'épreuve, les compétiteurs sont alignés en formation de flèche, les meilleurs étant placés à la pointe (départ groupé). Le vainqueur est celui ou celle qui franchit la ligne d'arrivée en premier au terme de la course (50 km chez les hommes et 30 km chez les femmes).
Pour ces Jeux olympiques 2022, l'épreuve est parcourue en style libre.

## Médaillés

### Hommes
| Épreuve                                                             | Or                                                                         | Or                | Argent                                                                 | Argent            | Bronze                                                              | Bronze            |
| ------------------------------------------------------------------- | -------------------------------------------------------------------------- | ----------------- | ---------------------------------------------------------------------- | ----------------- | ------------------------------------------------------------------- | ----------------- |
| Sprint (Libre) résultats détaillés                                  | Johannes Høsflot Klæbo (NOR)                                               | 2 min 58 s 06     | Federico Pellegrino (ITA)                                              | 2 min 58 s 32     | Alexander Terentyev (ROC)                                           | 2 min 59 s 37     |
| Sprint par équipes (Classique) résultats détaillés                  | Norvège Erik Valnes Johannes Høsflot Klæbo                                 | 19 min 22 s 99    | Finlande Iivo Niskanen Joni Mäki                                       | 19 min 25 s 45    | ROC Alexander Bolshunov Alexander Terentyev                         | 19 min 27 s 28    |
| Relais 4 × 10 km (Classique et libre) résultats détaillés           | ROC Alexey Chervotkin Alexander Bolshunov Denis Spitsov Sergueï Oustiougov | 1 h 54 min 50 s 7 | Norvège Emil Iversen Pål Golberg Hans C. Holund Johannes Høsflot Klæbo | 1 h 55 min 57 s 9 | France Richard Jouve Hugo Lapalus Clément Parisse Maurice Manificat | 1 h 56 min 7 s 1  |
| 15 km (Classique) résultats détaillés                               | Iivo Niskanen (FIN)                                                        | 37 min 54 s 8     | Alexander Bolshunov (ROC)                                              | 38 min 18 s 0     | Johannes Høsflot Klæbo (NOR)                                        | 38 min 32 s 3     |
| 30 km skiathlon (15 km classique + 15 km libre) résultats détaillés | Alexander Bolshunov (ROC)                                                  | 1 h 16 min 9 s 8  | Denis Spitsov (ROC)                                                    | 1 h 17 min 20 s 8 | Iivo Niskanen (FIN)                                                 | 1 h 18 min 10 s 0 |
| 50 km départ groupé (Libre) résultats détaillés                     | Alexander Bolshunov (ROC)                                                  | 1 h 11 min 32 s 7 | Ivan Iakimouchkine (ROC)                                               | 1 h 11 min 38 s 2 | Simen Hegstad Krüger (NOR)                                          | 1 h 11 min 39 s 7 |

### Femmes
| Épreuve                                                               | Or                                                                   | Or                | Argent                                                                   | Argent            | Bronze                                                            | Bronze            |
| --------------------------------------------------------------------- | -------------------------------------------------------------------- | ----------------- | ------------------------------------------------------------------------ | ----------------- | ----------------------------------------------------------------- | ----------------- |
| Sprint (Libre) résultats détaillés                                    | Jonna Sundling (SWE)                                                 | 3 min 9 s 68      | Maja Dahlqvist (SWE)                                                     | 3 min 12 s 56     | Jessica Diggins (USA)                                             | 3 min 12 s 84     |
| Sprint par équipes (Classique) résultats détaillés                    | Allemagne Katharina Hennig Victoria Carl                             | 22 min 9 s 8      | Suède Maja Dahlqvist Jonna Sundling                                      | 22 min 10 s 2     | ROC Yulia Stupak Natalia Nepryaeva                                | 22 min 10 s 56    |
| Relais 4 × 5 km (Classique et libre) résultats détaillés              | ROC Yulia Stupak Natalia Nepryaeva Tatiana Sorina Veronika Stepanova | 53 min 41 s 0     | Allemagne Katherine Sauerbrey Katharina Hennig Victoria Carl Sofie Krehl | 53 min 59 s 2     | Suède Maja Dahlqvist Ebba Andersson Frida Karlsson Jonna Sundling | 54 min 1 s 7      |
| 10 km (Classique) résultats détaillés                                 | Therese Johaug (NOR)                                                 | 28 min 6 s 3      | Kerttu Niskanen (FIN)                                                    | 28 min 6 s 7      | Krista Pärmäkoski (FIN)                                           | 28 min 37 s 8     |
| 15 km skiathlon (7,5 km classique + 7,5 km libre) résultats détaillés | Therese Johaug (NOR)                                                 | 44 min 13 s 7     | Natalia Nepryaeva (ROC)                                                  | 44 min 43 s 9     | Teresa Stadlober (AUT)                                            | 44 min 44 s 2     |
| 30 km départ groupé (Libre) résultats détaillés                       | Therese Johaug (NOR)                                                 | 1 h 24 min 54 s 0 | Jessica Diggins (USA)                                                    | 1 h 26 min 37 s 3 | Kerttu Niskanen (FIN)                                             | 1 h 27 min 27 s 3 |

## Tableau des médailles
| Rang  | Pays       | Médaille d'or, Jeux olympiques | Médaille d'argent, Jeux olympiques | Médaille de bronze, Jeux olympiques | Total |
| 1     | Norvège    | 5                              | 1                                  | 2                                   | 8     |
| 2     | ROC        | 4                              | 4                                  | 3                                   | 11    |
| 3     | Finlande   | 1                              | 2                                  | 3                                   | 6     |
| 4     | Suède      | 1                              | 2                                  | 1                                   | 4     |
| 5     | Allemagne  | 1                              | 1                                  | 0                                   | 2     |
| 6     | États-Unis | 0                              | 1                                  | 1                                   | 2     |
| 7     | Italie     | 0                              | 1                                  | 0                                   | 1     |
| 8     | Autriche   | 0                              | 0                                  | 1                                   | 1     |
| 8     | France     | 0                              | 0                                  | 1                                   | 1     |
| Total | Total      | 12                             | 12                                 | 12                                  | 36    |